# 현택환
현택환(玄澤煥, 1964년 ~ )은  대한민국 화학자로, 기초과학연구원(IBS) 단장(나노입자연구단)이며, 서울대학교 화학생물공학부 석좌교수로 일하고 있다. 국제적인 학회지들의 논문 피인용수에 근거하면 노벨상 수상에 근접했다고 평가받는 과학자이다.

## 학력
- 1987년 서울대학교 화학 학사
- 1989년 서울대학교 대학원 무기화학 석사
- 1996년 일리노이 대학교 대학원 무기화학 박사

## 생애
본관은 연주이며, 대구광역시 달성군 하빈면 출생이다. 서울대학교 화학과에서 학사학위(1987년)와 석사학위(1989년)를 받았고, 1996년 미국 일리노이 대학에서 무기화학 분야 최우수 학위 논문상(T. S. Piper Award)를 받으며 박사학위를 취득하였다. 1997년부터 서울대학교 공과대학 화학생물공학부 교수로 재직 중이며, 서울대학교 중견석좌교수, 미국화학회 부편집장, 기초과학연구원 나노입자 연구단 단장으로 활동 중이다. 서울대 부임 이후 균일한 나노입자와 다공성 물질의 합성 및 응용에 관해 연구 중이며, 현재까지 200개 이상의 논문을 저명한 국제 저널에 발표하였다. 그 간의 연구 성과를 인정받아 젊은 화학자상, 듀폰과학기술상, 포스코 청암상, 호암상 등을 수상하였으며, UNESCO에서 피인용회수 기준 영향력 지수가 높은 100인의 화학자(화학분야 37위, 재료분야 19위)로 선정된 바 있다.
현교수는 균일한 나노입자 합성의 세계적인 대가로서 승온법(heat-up process)라는 새로운 나노입자 생산 방법을 개발하였다. 이 방법은 다양한 나노입자의 합성에 사용될 수 있는 방법이며, 대량 생산이 가능한 장점이 있다. 이 기술은 최근 한화에 기술이전되어 공장 수준의 설비에서도 나노입자를 생산하였다. 나노입자 합성 이외에도 나노입자의 생체의학적 적용에 대한 연구를 활발히 수행하고 있으며, 최근에는 독성이 없는 T1 MR조영제, 단일 세포까지 영상화가 가능한 강자성 MR 조영제, 약물 전달과 MR영상화가 동시에 되는 다기능성 나노입자 등을 발표하였다.

## 주요업적
- 균일한 자성 나노입자 생산 기술 개발 및 기업체 이전
- 새로운 MRI 조영제 및 다기능성 나노입자 개발
- 국제 유명 학술지에 나노 분야로 200편 이상의 논문 발표
- 미국화학회 부편집장을 비롯한 최고 권위 학술지의 자문위원